# Opeatocerus
Opeatocerus is een vliegengeslacht uit de familie van de roofvliegen (Asilidae).

## Soorten
- O. purpurata (Westwood, 1850)